# Carmine Lupertazzi
Carmine Lupertazzi, Sr. (d. 2004), interpretat de Tony Lip a fost un personaj fictiv - șeful familiei mafiote Lupertazzi din Brooklyn, în cadrul serialului TV produs de HBO Clanul Soprano.